# Czas Irkucka
| MSK-1 | Czas Królewca (UTC+2:00)          |
| MSK   | Czas moskiewski (UTC+3:00)        |
| MSK+1 | Czas Samary (UTC+4:00)            |
| MSK+2 | Czas Jekaterynburga (UTC+5:00)    |
| MSK+3 | Czas Omska (UTC+6:00)             |
| MSK+4 | Czas Krasnojarska (UTC+7:00)      |
| MSK+5 | Czas Irkucka (UTC+8:00)           |
| MSK+6 | Czas Jakucka (UTC+9:00)           |
| MSK+7 | Czas Władywostoku (UTC+10:00)     |
| MSK+8 | Czas Sriedniekołymska (UTC+11:00) |
| MSK+9 | Czas kamczacki (UTC+12:00)        |

Czas Irkucka (ang. Irkutsk Time, IRKT, ros. иркутское время) – strefa czasowa, odpowiadająca czasowi słonecznemu południka 120°E, który różni się o 8 godzin od uniwersalnego czasu koordynowanego i 5 godzin od czasu moskiewskiego (UTC+8:00).
Strefa obowiązuje w obwodzie irkuckim oraz Republice Buriacji, w Rosji. Głównym miastem leżącym w strefie jest Irkuck.
W okresie od marca 2011 roku do października 2014 roku czas Irkucka odpowiadał strefie UTC+9:00. Wcześniej, czas Irkucka standardowy (zimowy) odpowiadał strefie UTC+8:00, a czas letni – UTC+9:00.
Od października 2014 w obrębie strefy czasu Irkucka znalazł się Kraj Zabajkalski, który wcześniej należał do strefy czasu Jakucka. Kraj ten powrócił do strefy czasu Jakucka w marcu 2016.